# سیارک ۲۰۲۸۷
سیارک ۲۰۲۸۷ (به انگلیسی: 20287 Munteanu، نامگذاری:1998FT61) بیست هزار و دویست و هشتاد و هفتمین سیارک کشف شده‌است که در ۲۰ مارس ۱۹۹۸ کشف شد.
قدر مطلق سیارک برابر ۱۱.۷ است.